# Trudo z Hesbaye
Święty Trudo z Hesbaye (ur. ok. 630, zm. ok. 698) był świętym z VII wieku. Nazywany jest „Apostołem Hesbaye”. Jego wspomnienie obchodzone jest 23 listopada.
Jego rodzice nazyali się Wikbold i Adela. Urodził się około 630 roku w Hesbaye, w Limburgii belgijskiej. Wcześnie zetknął się ze św. Remaklem, który wziął go sobie za ucznia, a potem na dalszą naukę wysłał do Chlodulfa, biskupa Metzu. Wstąpił do benedyktyńskiego klasztoru św. Stefana, gdzie prawdopodobnie około 655 roku otrzymał święcenia kapłańskie. Po święceniach powrócił do rodzinnego okręgu, głosił Ewangelię i wybudował kościół w Sarchinium nad rzeką Cicindria. Kościół został poświęcony około 656 roku przez Teodarda z Maastricht na cześć św. Kwintyna i Remigiusza. Zgromadzili się wokół niego uczniowie i z czasem rozwinął się klasztor, późniejsze opactwo Sint-Truiden. Klasztor kobiet, założony przez niego w Odeghem koło Brugii, nosił później także jego imię. Poświęcono mu później kilka utworów hagiograficznych, które zapewne wzmogły popularność tego świętego na terenie całej średniowiecznej Flandrii i Walonii.